# 라이더 스트롱
라이더 스트롱(Rider Strong, 1979년 12월 11일 ~ )은 미국의 배우, 제작자, 감독, 각본가이다. 2015년 젊은 예술가상 평생공로상을 수상하였다.

## 작품 목록

### 영화 출연
- 마이 자이안트 (1998, My Giant)
- The Secret Pact (1999)
- 현대판 왕자와 거지 (1994, Summertime Switch)
- 최후의 표적 (1993, The Last Hit)
- 위험한 누명 (1993, Benefit of the Doubt)
- 캐빈 피버 (2002)
  - 캐빈 피버 2 (2009)
- 킴 파서블 무비: 소 더 드라마 (2005, Kim Possible Movie: So the Drama) - 목소리
- Paradise, Texas (2005)
- Cosmic Radio (2007)
- 투스 앤 네일 (2007)
- 보더랜드 (2007)
- 펄스 3 (2008)
- 스파이 스쿨 (2008, Spy School)
- H2O Extreme (2009)
- The Penthouse (2010)
- 탐정 샘슨 (2013, Too Late)

### 영화 연출
- The Dungeon Master (2011) - 단편 (각본 겸임)
- Method (2011) - 단편

### 텔레비전 출연
- 보이 미트 월드 (1993-2000)
- 파티 오브 파이브 (1996)
- 더 프랙티스 (1999)
- Roughnecks: Starship Troopers Chronicles (1999-2000) - 애니메이션
- 로앤오더: 뉴욕 특수수사대 (2002)
- 킴 파서블 (2002-04) - 애니메이션
- 페퍼 데니스 (2006, Pepper Dennis)
- 베로니카 마스 (2006)
- 본즈 (2007)
- 캐슬 (2009)
- 라일리의 세상 (2014-17) - 연출 겸임
- 프린세스 스타의 모험일기 (2015-19) - 애니메이션
- 극강 매직스워드 (2017-18) - 애니메이션